# Margarida de Rawa
Margarida de Rawa (em polonês/polaco:  Małgorzata Rawska; n. 1441 - m. 1 de Setembro de 1485), foi um membro da Dinastia Piast e por casamento Duquesa de Olésnica e parte de Bytom.
Margarida era a única descendência de Siemowit V, Duque de Rawa e de Margarida de Racibórz, filha de  João II, Duque of Racibórz.

## Vida
Após a morte do seu pai em 1442, Margarida permaneceu sob os cuidados da mãe, enquanto que o tio paterno, Vladislau I de Plock exerceu a sua guarda. Em 1444, Vladislau casou com Ana, filha de Conrado V, Duque de Oleśnica, e foi um instrumento para ajudar ao casamento entre Margarida e o irmão mais velho de Ana, Conrado IX de Olésnica.
O casamento teve lugar cerca de 1453. Na altura, Margarida tinha 12 anos e Conrado quase 40. A única descendência deste casamento nasceu em 1465, 12 anos após o casamento, com o nome de Bárbara.
Conrado IX faleceu em 1471. Segundo o desejado por ele, Margarida governou Oleśnica e Bierutów. Ela governou até 1475, quando foi deposta pelo cunhado, Conrado X, que colocou Bárbara como nova governante de Oleśnica e Bierutów, sob a sua tutela, até 1478, altura em que também a depôs. Bárbara faleceu um ano depois. Margarida sobreviveu quase mais 6 anos à filha, e nunca mais casou.
| Precedido por: Conrado IX | Duquesa de Oleśnica 1471–1475 | Sucedido por: Bárbara de Olésnica |